# Rivière du Nord (Nowy Brunszwik)
Rivière du Nord – rzeka w kanadyjskiej prowincji Nowy Brunszwik, w hrabstwie Gloucester.
Jej źródła znajdują się w gminie New Bandon, na wysokości 45 m n.p.m. Przez pierwsze 5 km swojej długości płynie w kierunku północno-wschodnim, następnie w kierunku wschodnim. Nad jej brzegami znajduje się Village Historique Acadien („Historyczna Wioska Akadiańska”). Rivière du Nord wpada razem z rzeką Caraquet do zatoki Baie de Caraquet, będącej częścią większej zatoki Baie des Chaleurs. Ujście tej rzeki ma szerokość ok. 700 m, jednak przez większość swojego biegu rzeka nie przekracza szerokości 10 m.
Dopływy Rivière du Nord to krótkie i mało znaczące strumienie. Dwa najważniejsze z nich to:
- Ruisseau des Prairies,
- Castor.